# Mark Andrews (rugby à XV)
Pour les articles homonymes, voir Mark Andrews et Andrews.
Pas d'image ? Cliquez ici

a Compétitions nationales et continentales officielles uniquement.

b Matchs officiels uniquement.
Dernière mise à jour le 04 février 2019.
Mark Andrews, né le 21 février 1972 à Elliot (Afrique du Sud), est un joueur international sud-africain de rugby à XV qui jouait au poste de deuxième ligne ou troisième ligne centre.
Il commence sa carrière au Stade aurillacois en 1991. Un an plus tard, il retourne dans son pays de naissance pour jouer avec les Sharks et les Natal Sharks, avec qui il remporte la Currie Cup en 1995 et 1996. En 2003, il rejoint l'Angleterre, où il passe une saison avec les Newcastle Falcons, avant de prendre sa retraite sportive à l'issue de cette unique saison.
En parallèle de sa carrière en club, il joue avec l'équipe d'Afrique du Sud de 1994 à 2001, avec qui il compte 77 capes pour 60 points marqués. Avec les Springboks, il remporte la Coupe du monde en 1995.

## Biographie
Mark Andrews fait une partie de sa formation au Stade aurillacois, où il commence sa carrière en 1991.
Mark Andrews obtient sa première cape avec les Springboks en juin 1994 à l’occasion d’un match amical contre l'équipe d'Angleterre. 
Il fait partie de l'équipe d'Afrique du Sud championne du monde en 1995. Il dispute quatre matchs lors du tournoi et inscrit un essai. Bien qu'il ait débuté comme deuxième ligne, il joue au poste de troisième ligne centre lors de la demi-finale contre la France et la finale remportée contre la Nouvelle-Zélande. Ce sont les deux seules fois où il joue à ce poste en sélection. 
Au retour de ce Mondial, il participe à la Currie Cup 1995. Cette année, les Natal Sharks atteignent la finale de la compétition. Pour cette rencontre ils affrontent la Western Province et Andrews est titularisé en deuxième ligne, aux côtés du Français, Olivier Roumat. Grâce notamment à six pénalités d'un autre Français, Thierry Lacroix, les Natal Sharks remportent la finale sur le score de 25 à 17. L'année suivante, il remporte de nouveau la Currie Cup, en étant une nouvelle fois titulaire lors de la finale remportée 33-15 face aux Golden Lions. 
Son dernier test match international a été effectué en novembre 2001 contre l'équipe d'Angleterre, comme sa première cape. 
En janvier 2003, à l'âge de 30 ans, il rejoint les Newcastle Falcons, en Angleterre, avec qui il signe un contrat allant jusqu'en juin 2004. 
Mark Andrews est l'un des joueurs incontournables des Springboks dans les années 90. Mobile, excellent en touche, et véritable leader sur le terrain (bien qu'il ne fut jamais capitaine), il fut l'un des piliers de la sélection durant cette période. Il fut aussi l'un des meilleurs seconde lignes de sa génération. Son nombre de capes en témoigne: avec 77 sélections, il est le seconde ligne le plus appelé chez les Springboks. Il est aussi l'avant qui à ce jour, a marqué le plus d'essais (12). Et sa carrière internationale ne s'est arrêtée qu'à 29 ans.
Il fut aussi international des moins de 23 ans en water-polo, à 18 ans.
Il est devenu responsable d'une société de gestion de marques, à Durban et possède deux fermes d'élevage.

## Statistiques en équipe nationale
- 77 sélections
- 12 essais (60 points).
- Sélections par année : 8 en 1994, 8 en 1995, 13 en 1996, 12 en 1997, 12 en 1998, 8 en 1999, 7 en 2000 et 9 en 2001

### Coupes du monde
- 1995 : champion du monde, 4 sélections (Wallabies, Samoa, France, All Blacks).
- 1999 : 5 sélections (Écosse, Uruguay, Angleterre, Wallabies, All Blacks).

### Autres sélections
- International Afrique du Sud A (en 2002).

## Palmarès

### En province
- Vainqueur de la Currie Cup en 1995 et 1996 avec les Natal Sharks

### En équipe nationale
- Vainqueur de la Coupe du monde en 1995